# Suzuki Jun (cầu thủ bóng đá, sinh 1989)
Jun Suzuki (鈴木 惇 Suzuki Jun, sinh ngày 22 tháng 4 năm 1989 ở Higashi-ku, Fukuoka) là một cầu thủ bóng đá người Nhật Bản hiện tại thi đấu cho Avispa Fukuoka.

## Thống kê sự nghiệp
Cập nhật đến ngày 23 tháng 2 năm 2018.
| Thành tích câu lạc bộ | Thành tích câu lạc bộ | Thành tích câu lạc bộ | Giải vô địch | Giải vô địch | Cúp                   | Cúp                   | Cúp Liên đoàn | Cúp Liên đoàn | Tổng cộng | Tổng cộng |
| Mùa giải              | Câu lạc bộ            | Giải vô địch          | Số trận      | Bàn thắng    | Số trận               | Bàn thắng             | Số trận       | Bàn thắng     | Số trận   | Bàn thắng |
| Nhật Bản              | Nhật Bản              | Nhật Bản              | Giải vô địch | Giải vô địch | Cúp Hoàng đế Nhật Bản | Cúp Hoàng đế Nhật Bản | Cúp Liên đoàn | Cúp Liên đoàn | Tổng cộng | Tổng cộng |
| --------------------- | --------------------- | --------------------- | ------------ | ------------ | --------------------- | --------------------- | ------------- | ------------- | --------- | --------- |
| 2007                  | Avispa Fukuoka        | J2 League             | 4            | 0            | 0                     | 0                     | -             | -             | 4         | 0         |
| 2008                  | Avispa Fukuoka        | J2 League             | 18           | 1            | 0                     | 0                     | -             | -             | 18        | 1         |
| 2009                  | Avispa Fukuoka        | J2 League             | 39           | 0            | 2                     | 0                     | -             | -             | 41        | 0         |
| 2010                  | Avispa Fukuoka        | J2 League             | 24           | 1            | 2                     | 0                     | -             | -             | 26        | 1         |
| 2011                  | Avispa Fukuoka        | J1 League             | 30           | 1            | 0                     | 0                     | 2             | 0             | 32        | 1         |
| 2012                  | Avispa Fukuoka        | J2 League             | 36           | 3            | 1                     | 0                     | -             | -             | 37        | 3         |
| 2013                  | Tokyo Verdy           | J2 League             | 39           | 1            | 2                     | 0                     | -             | -             | 41        | 1         |
| 2014                  | Tokyo Verdy           | J2 League             | 34           | 1            | 1                     | 0                     | -             | -             | 35        | 1         |
| 2015                  | Avispa Fukuoka        | J2 League             | 36           | 9            | 2                     | 0                     | –             | –             | 38        | 9         |
| 2016                  | Avispa Fukuoka        | J1 League             | 9            | 0            | 2                     | 0                     | 5             | 0             | 16        | 0         |
| 2017                  | Oita Trinita          | J2 League             | 39           | 5            | 0                     | 0                     | –             | –             | 39        | 5         |
| Tổng cộng sự nghiệp   | Tổng cộng sự nghiệp   | Tổng cộng sự nghiệp   | 308          | 22           | 12                    | 0                     | 7             | 0             | 327       | 22        |

## Thống kê sự nghiệp đội tuyển quốc gia

### Số lần ra sân trong các giải đấu lớn
| Đội bóng | Giải đấu                              | Thể loại | Số trận | Số trận | Bàn thắng | Thành tích đội bóng |
| Đội bóng | Giải đấu                              | Thể loại | Start   | Sub     | Bàn thắng | Thành tích đội bóng |
| -------- | ------------------------------------- | -------- | ------- | ------- | --------- | ------------------- |
| Nhật Bản | Giải vô địch bóng đá trẻ châu Á 2008  | U-18     | 4       | 0       | 1         | Vào vòng trong      |
| Nhật Bản | Giải vô địch bóng đá U-19 châu Á 2008 | U-19     | 3       | 1       | 0         | Tứ kết              |